# Dîvîn, Brusîliv
Dîvîn (în ucraineană Дивин) este o comună în raionul Brusîliv, regiunea Jîtomîr, Ucraina, formată numai din satul de reședință.

## Demografie
Componența lingvistică a satului Dîvîn
     Ucraineană (98,77%)
     Alte limbi (1,24%)
Conform recensământului din 2001, majoritatea populației satului Dîvîn era vorbitoare de ucraineană (98,77%), existând în minoritate și vorbitori de alte limbi.